# Magyar Solymász Egyesület

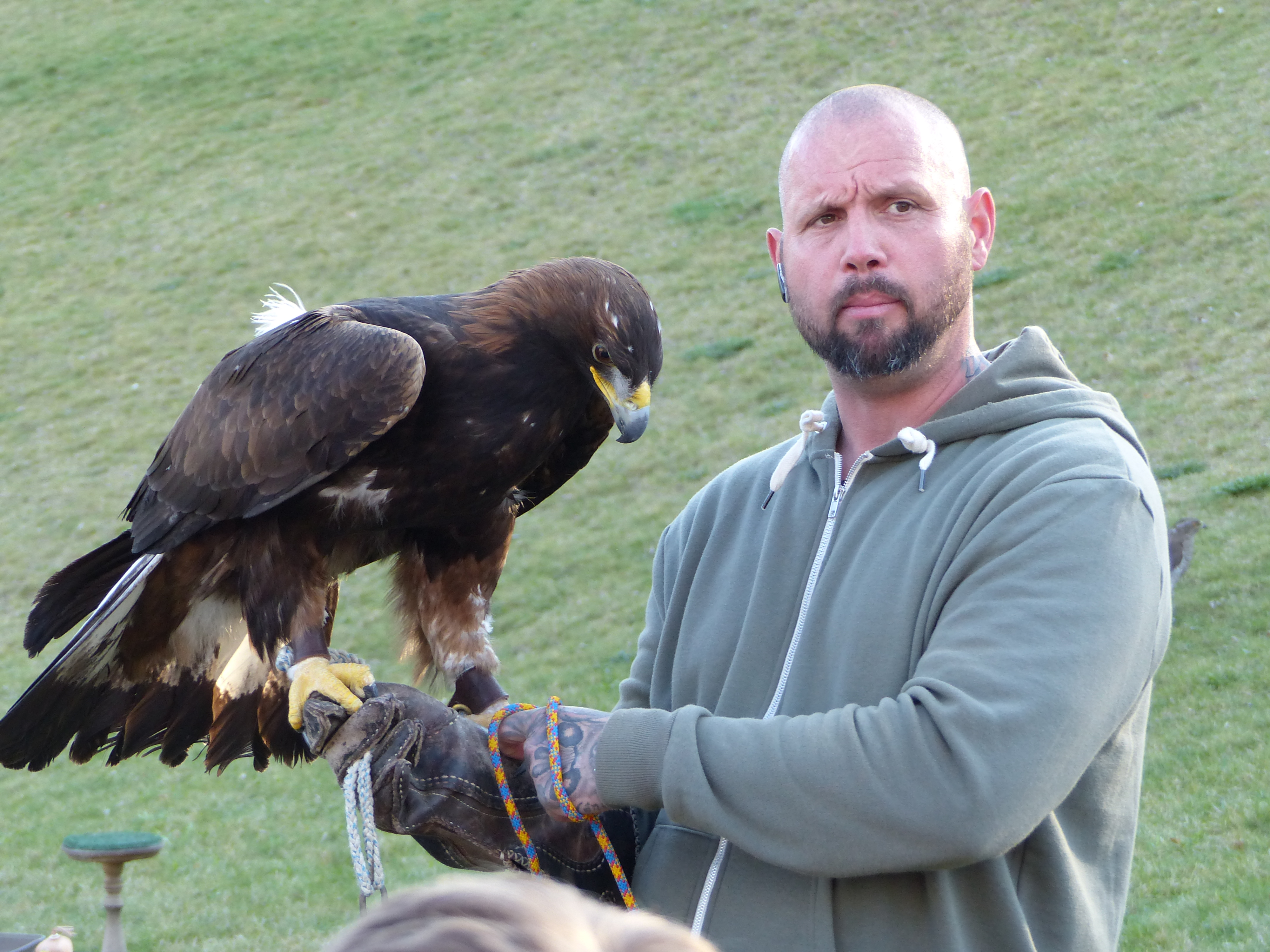
Röptetés

A Magyarországon évszázados hagyományokra visszatekintő solymászat képviselőit hazánkban az 1939-ben alapított Magyar Solymász Egyesület tömöríti magába. Az egyesület szakmai képzéseket, találkozókat szervez és szakfolyóiratot is gondoz, továbbá nemzetközi téren is képviseli a magyar solymászatot.

## Története
1939-ben alakult.

## Nemzetközi kapcsolatai
- A Magyar Solymász Egyesület tagja a világ legnagyobb nemzetközi solymász szervezetének, az International Association for Falconry and Conservation of Birds Of Prey, (IAF) és a C.I.C. Ragadozó madár munkacsoportjának.

## Az Egyesület rendezvényei
- A solymászok számára az évente megrendezésre kerülő Nemzetközi Solymász Találkozó a legkiemelkedőbb szakmai esemény. Ez a rendezvény a magyar solymászok seregszemléje, valamint lehetőség a külföldi solymászok számára, hogy megismerjék a magyar solymászatot és solymászati lehetőségeket.
- A solymászat gyakorlására az Egyesület évente 10-12 alkalommal szervez egyesületi solymászatokat az ország különböző pontjain, ezen kívül néhány alkalommal közös, nem vadászati célú, elsősorban a solymászok kapcsolattartását, véleménycseréjét szolgáló rendezvényeket szervez.
- Az Egyesület vezetése rendszeresen körlevélben tájékoztatja a tagságot az aktuális eseményekről, elért eredményekről és tennivalókról.

## Szakmai folyóirata
Az Egyesület szakmai folyóirata a  Magyar Solymász, amelyet a tagok cikkeiből, valamint a szerkesztő bizottság által felkutatott külföldi vagy hazai solymászati témájú munkákból állítanak össze. Szerkesztője Dorogi Sándor.

## Feladatai
- gondot fordít a szakmai munka színvonalának emelésére, ezért a solymászatot népszerűsítő kiadványokat és egyéb szakanyagokat jelentet meg.
- az egyik legfontosabb feladata a solymászat és a szervezett solymászok érdekvédelme vadászati és természetvédelmi kérdésekben. A Magyar Solymász Egyesület segít tagjainak a természetes élőhelyekről történő vadászmadár beszerzésében (héja és karvaly esetében), koordinálja a hazai solymászati célú ragadozó madár tenyésztést.
- Az Egyesület tagjai aktívan részt vesznek a hazai ragadozó madár védelemben. Az Egyesület támogatja és ösztönözi a magyarság kultúrtörténtének részét képező solymászat történeti kutatásokat, segíti a solymász kézművesség és solymászati témájú művészeti alkotások bemutatását.
- Támogatást nyújt az érdeklődőknek és a kezdő solymászoknak a solymászat megismerésében, ismeretterjesztő és tananyagot biztosít a részükre.